# Émile Chartier

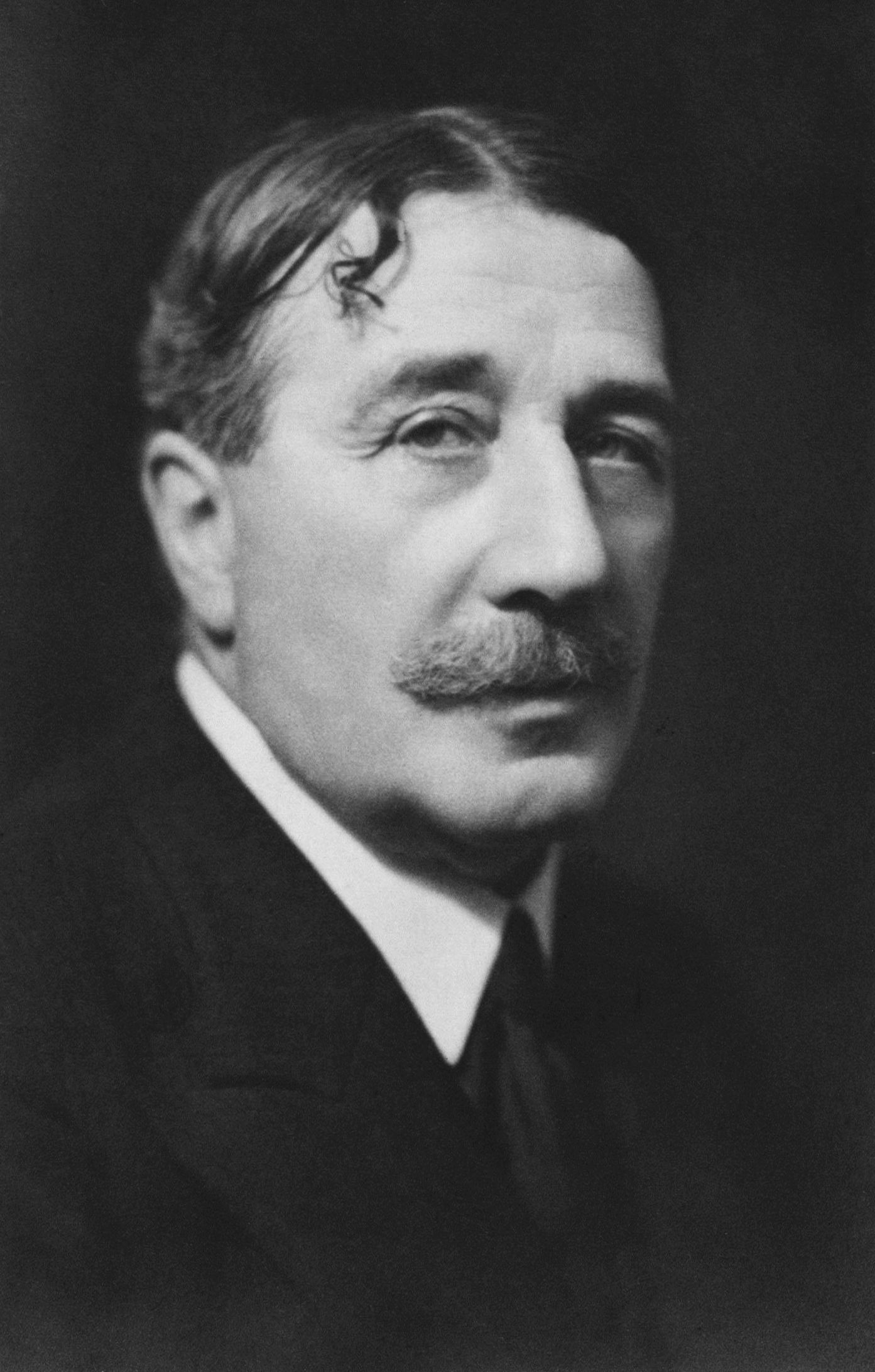
Émile Chartier (Alain)

Émile-Auguste Chartier (* 3. März 1868 in Mortagne-au-Perche, Normandie; † 2. Juni 1951 in Le Vésinet bei Paris) war ein französischer Denker und Schriftsteller, der zwischen den beiden Weltkriegen hohes Ansehen als „moralische Stimme“ Frankreichs genoss. Mit seiner Kolumnenform Propos prägte er eine neue literarische Gattung. In der Regel ist er unter seinem Pseudonym Alain bekannt, das er zunächst wegen der Volkstümlichkeit dieses Vornamens, aber auch als Reverenz an seinen normannischen Landsmann Alain Chartier wählte.

## Leben und Werk
Nach seiner Ausbildung an der Pariser Elitehochschule École normale supérieure war der Sohn eines Tierarztes bis 1902 als Lehrer in Pontivy, Lorient, Rouen und anschließend in Paris tätig. Ab etwa 1903 veröffentlichte er in verschiedenen Tageszeitungen unter dem Pseudonym Alain. Um 1906 erarbeitete er sich mit den Propos ein eigenes literarisches Genre. Zwar stammt die Bezeichnung von einem Vorgänger der Kolumne, doch erst Alain hat sie schulbildend gemacht. Sie bezieht sich auf kurze, in der Regel pointierte, stets treffend formulierte Artikel, die alltägliche Vorgänge unterschiedlichster Art aufgriffen, um den Leser auf philosophischem Niveau für das heute so genannte „Positive Denken“ zu erwärmen. Diese Artikel erschienen zunächst Tag für Tag in der La Dépêche de Rouen et de Normandie.
Immer aus der Sprache heraus geschrieben, also nicht etwa nach Konzept, dabei (in der ersten Serie von 3000 Stücken) nie korrigiert, fanden sie schnell großen Anklang. Die besten von ihnen wurden im Laufe der Jahre zu thematischen Sammelbänden zusammengefasst, so Die Pflicht, glücklich zu sein. Zudem übte der bescheiden auftretende „Professor“ als Philosophielehrer speziell ab 1909 am Pariser Gymnasium Henri IV. großen Einfluss aus. Zu seinen Schülern zählten unter anderen Michel Alexandre, Raymond Aron, Pierre Bost, Georges Canguilhem, Julien Gracq, Henri Massis, André Maurois, Jean Prévost, Maurice Schumann und Simone Weil.

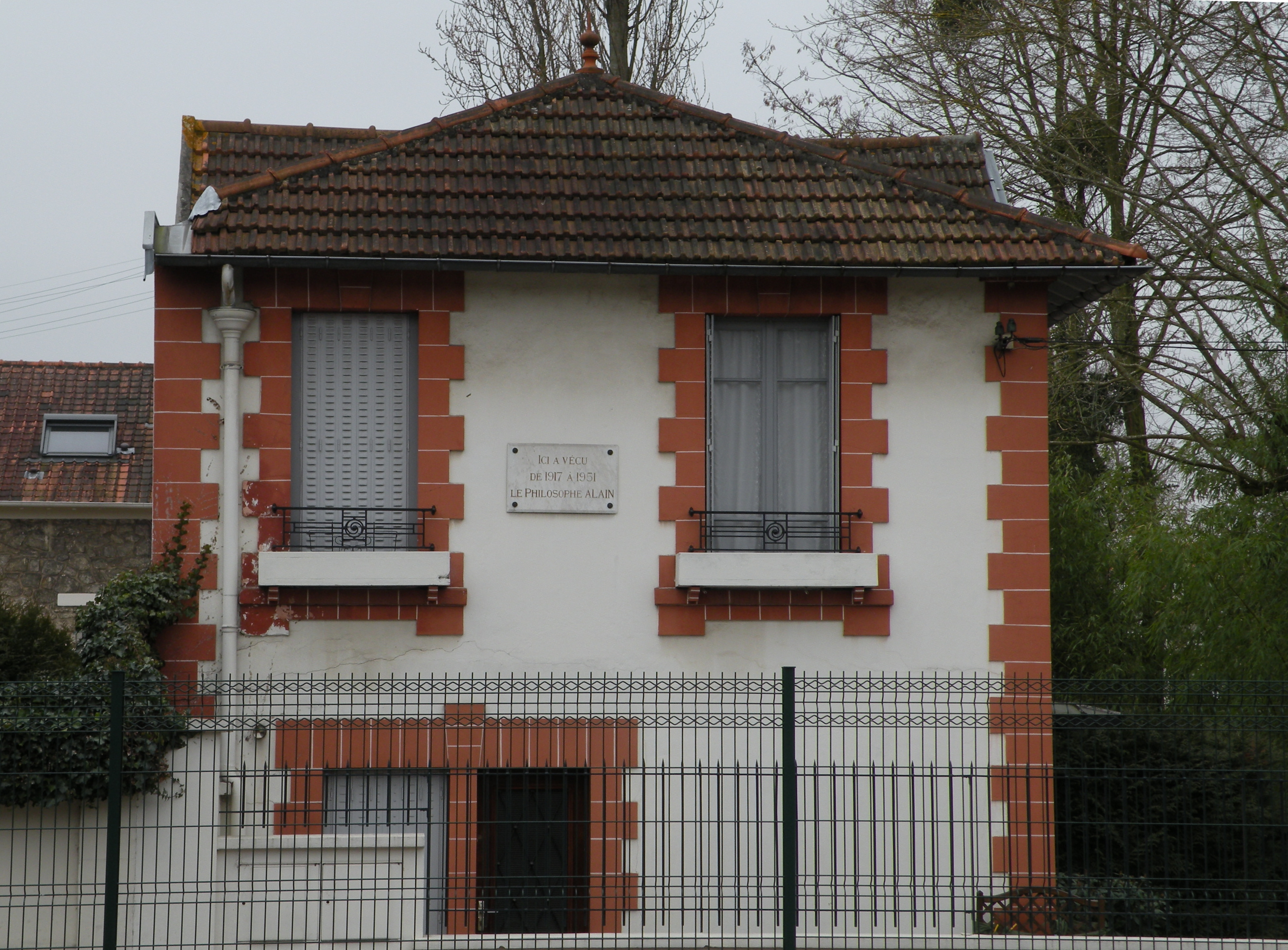
Das Haus in Vésinet, 75, avenue Émile Thiébaut, in dem Alain von 1917 bis 1951 lebte.

Alain hält den freien Willen hoch – auch und gerade unseren Leidenschaften gegenüber, die bekanntlich in dumpfen Regionen lauern. Grübeln hilft nichts; man muss etwas wollen und sich für die dafür erforderlichen Schritte entscheiden. Aber er ist kein Rebell, wie Henner Reitmeier in einem kurzen Porträt betont hat. „Warum sollte er gegen die Verhältnisse aufbegehren, wenn sich stets aus der Not eine Tugend machen lässt? Warum einen Tyrannen ermorden, der mich nie und nimmer dazu zwingen kann, ihn zu lieben? Warum schweißtreibend die Spitzhacke schwingen oder für viel Geld einen Bulldozer bestellen, wenn es doch in erster Linie mein Wille ist, der die Berge versetzt? Alain spielte Geige und liebte die Schlosserei. So kannst du auch in einer Gefängniszelle oder in deinem mit Schwermetallen vergifteten Körper an deinem Glück feilen. Von daher verblüfft es wenig, Alain zugleich als Epikuräer/Stoiker und als Bewunderer erzreaktionärer Technokraten wie Platon, Descartes, Comte, Goethe zu erfahren.“

### Der Pazifist zieht in den Krieg

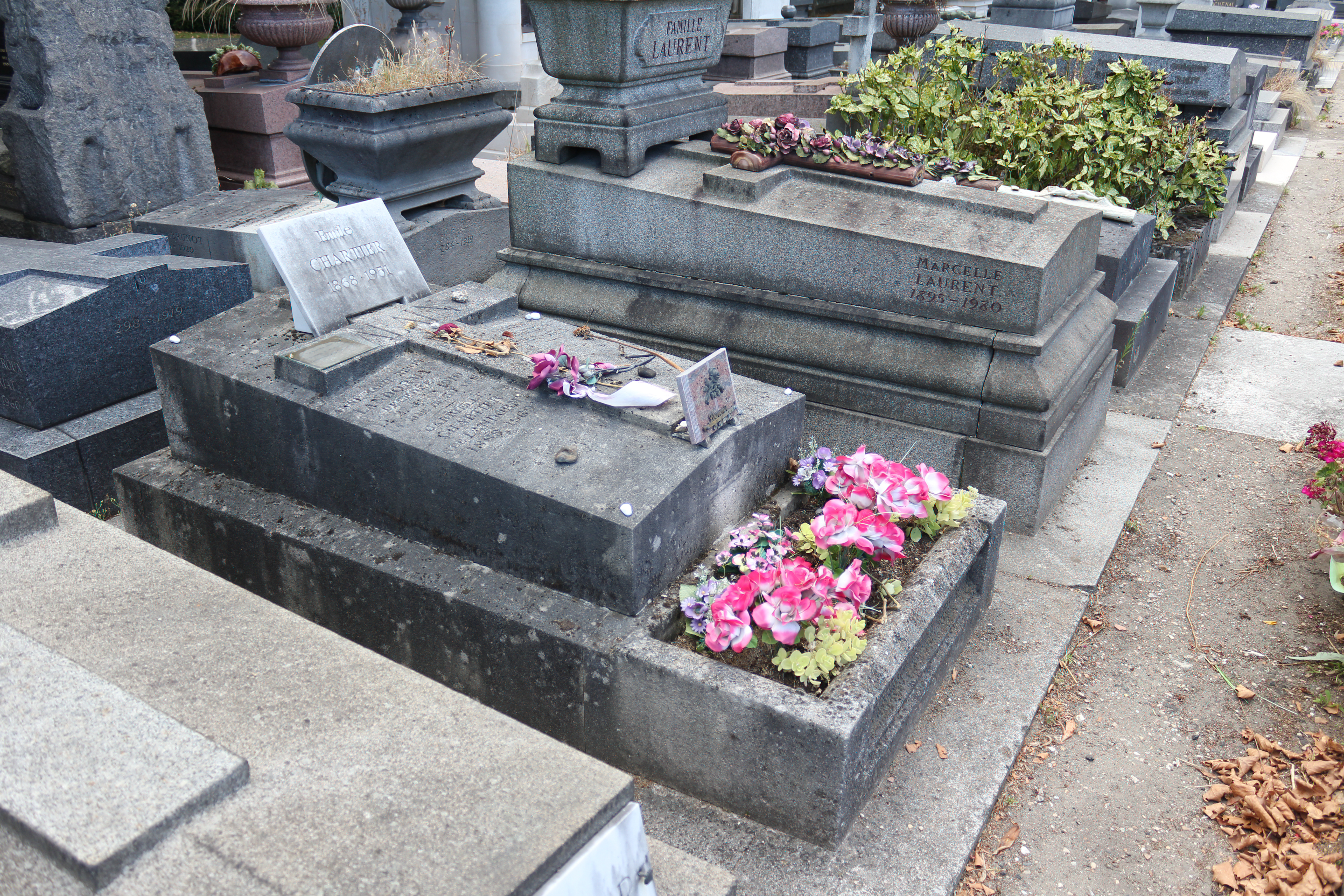
Grab auf dem Friedhof Père-Lachaise

Alain verstand sich immer als entschiedenen Pazifisten. Gleichwohl leistete er ab 1914 zwecks Erfüllung seiner Bürgerpflichten Kriegsdienst, ohne sich dadurch zum Kriegsbefürworter zu wandeln. Er wollte sich seinen eigenen Eindruck bilden. Beförderungen zum Offizier lehnte er ab, so dass er den ganzen Feldzug als Kanonier bei der Schweren Artillerie mitmachte. Mit einer schweren Verletzung kehrte er 1917 aus dem Ersten Weltkrieg zurück. Seine Streitschrift Mars oder die Psychologie des Krieges erschien 1921. Für ihn entspringt der Krieg weniger ökonomischen oder politischen Interessenkonflikten (die könnten schließlich auch auf dem Verhandlungswege beigelegt werden, argumentiert Alain), vielmehr aus dem Meinungskampf. Der entscheidende Boykott des Krieges liege darin, sich gegen die großen „Überredungskünstler“ zu sperren, also weder an sie noch an die angebliche Unumgänglichkeit des Krieges zu glauben.
In politischer Hinsicht bekannte sich Alain zu den französischen Radikalen, das heißt zu republikanisch gesinnten Liberalen. Zwar wünscht er den gehorsamen, keineswegs jedoch den ehrerbietigen Bürger, wie Alains Schüler André Maurois betont. Neben den genannten Denkern und seinem Lehrer Jules Lagneau, den er sehr verehrte, hielt Alain große Stücke auf Michel de Montaigne, der sich ja auch dann sein eigenes Urteil zu bewahren pflegte, wenn es nicht opportun war. Faktisch setzte sich Alain „seit der Dreyfus-Affäre und nach dem Ersten Weltkrieg in besonderem Maße für die Linke“ ein. 1927 unterzeichnete er wie viele andere kritische Kulturschaffende (darunter Louis Guilloux und der junge Sartre) die von der Zeitschrift Europa veröffentlichte Petition gegen das Gesetz über die allgemeine Organisation der Nation in Zeiten des Krieges.
1934 zählte er neben dem Ethnologen Paul Rivet (Sozialist) und dem Physiker Paul Langevin (Kommunist) zu den prominentesten Mitgründern des Comité de vigilance des intellectuels antifascistes (CVIA). Während des Vichy-Regimes hielt er sich allerdings mit staatsfeindlichen Aktivitäten zurück, was ihm unter anderem den Groll seiner Verehrerin Simone de Beauvoir eintrug.
Schon lange vor seiner Pensionierung (1933) litt Alain an schmerzhaftem Gelenkrheumatismus. Bald konnte er sich in seinem kleinen Haus in Le Vésinet „nur noch mühsam vom Bett zum Tisch bewegen, an dem er schrieb oder las.“ 1936 kam ein Schlaganfall hinzu. Dies alles habe er mit „stoischer Gelassenheit“ ertragen, schreibt Maurois. 1945 – somit als Greis – heiratete er Gabrielle Landormy, die ihm schon seit Jahren Gefährtin, wohl vor allem Zuhörerin und Dienerin war.
Laut Maurois hatte Alain zeitlebens alle ihm angetragenen öffentlichen Ehrungen ausgeschlagen, darunter einen Lehrstuhl an der Sorbonne. „Drei Wochen vor seinem Tod wurde ihm jedoch eine unerwartete Auszeichnung zuteil: Er erhielt den Grand Prix National des Lettres, der 1951 zum erstenmal verliehen wurde.“ Sein Begräbnis auf dem bekannten Pariser Friedhof Père-Lachaise (Division 94) sei schlicht und ergreifend gewesen. Heute tragen Schulen in Rouen und Alençon den Namen Émile Chartiers.

## Rezeption

### Lob des Schlafes
1927 veröffentlichte Alain ein gewichtiges Werk mit dem wenig verlockenden Titel Lebensalter und Anschauung, übersetzt von Lonja und Jaques Stehelin-Holzing. Für einen weiteren Alain-Übersetzer, den Weimarer Julius Schmidt, handelt es sich um „eine Physiologie des menschlichen Lebens auf Grund genauer Prüfung der Erscheinungsformen“. Worauf sich das handfeste Interesse des französischen Denkers richtet, leuchtet bereits aus den Titeln der neun „Bücher“ hervor, in die er diese knapp 500 Seiten starke Arbeit unterteilt hat: Der Schlaf / Die Träume / Die Märchen / Die Spiele / Die Zeichen / Liebe / Die Berufe / Der Kultus / Die Wesensarten. Die Themen Schlaf und Träume dürfen nicht über Alains starke Vorbehalte gegen Freud und dessen Lehre vom Unbewussten hinwegtäuschen.

### Die Götter
Ein weiteres umfangreiches Werk erscheint 1933 unter dem Titel Die Götter. Alain war weder Christ noch Atheist. Er achtet religiöses Empfinden, weil er es insofern für natürlich hält, als es der Erfahrung eines jeden Kindes entspricht. „Es beginnt mit dem Schrei“, bemerkt er im vierten Kapitel dieses Buches, „der für das Kind die einzige Macht darstellt und zwar eine, die ohne Kontakt fernwirkt. Dann kommt die Überredung, und sie ist die Schule des Willens. Den Riesen erkennen, ihm zulächeln, ihn beim Namen nennen, das ist der Weg, etwas zu erlangen ...“ Alain fasst Religionen, „hierin C. G. Jung nicht unähnlich, als Seins- und Bewußtseinsstufen“ des Menschen auf. Auch in diesem Buch dient Alains „aperçuhaft-elegante“ Sprache, „die nach leicht einprägsamen, oft wie Aphorismen wirkenden Formulierungen sucht“, seiner pädagogischen Absicht. Im Grunde sind auch die großen Abhandlungen Alains stets Propos-Mosaike. Wobei „einprägsam“ keineswegs „klar“ heißt, wie jedenfalls Henner Reitmeier meint. In Alains Schriften hätten wir oft „durch ein raunendes Dunkel zu tappen“. In Lebensalter und Anschauung gestehe er selber ein, „bei Kunstwerken müsse viel erraten werden; und was am meisten Widerstand biete, sei nicht das Schlimmste. So sah er's ja auch bezogen auf den Staat. Laut seinem Schüler André Maurois vermied er das Versschmieden, um nicht Gesänge für Gedanken auszugeben – er zinkte lieber.“
Helmut Kindler äußert sich in seinem Lexikon ähnlich. Die Kritik habe Alain zuweilen den allusiven Charakter seiner Propos vorgeworfen: sie spielten stets auf allerlei bedeutsame Zusammenhänge an, müssten deren Vorhandensein aber „wegen der programmatischen Kürze der Propos nicht wirklich beweisen“. Winfried Engler hegt sogar den Verdacht, Alain habe lediglich „zur Imitation der eigenen intellektuellen Haltung, die mit bedeutendem Aufwand minimale Lebensfragen angeht“, erziehen wollen – und nicht etwa „zum selbstständigen Denken“. Durch seinen „äußerst stilvollen“ Vortrag sei der ideologische Kern dieser Haltung – beispielsweise Staatsräson, um nicht zu sagen: Opportunismus – dem Publikum in der Regel verborgen geblieben. „Übergreifende Fragen, vor allem nach den Auswirkungen der Ökonomie, kamen ihm nicht in den Sinn.“

## Werke
Briefe
- Lettres au Dr. Henri Mondor. NRF, Paris 1924.

Einzelausgaben
- Petit Traité d'Harmonie pour les aveugles. Institut Alain, Le Vésinet 2008, ISBN 2-90-5753-28-5 (Nachdr. d. Ausg. Paris 1918).
- Système des Beaux-arts. Gallimard, Paris 1983, ISBN 2-07-025424-0 (Nachdr. d. Ausg. Paris 1920).
- Mars oder Die Psychologie des Krieges („Mars ou la guerre jugée“). Fischer-Taschenbuchverlag, Frankfurt/Main 1985, ISBN 3-596-25850-2.
- Souvenirs concernant Jules Lagneau. 11. Aufl. Gallimard, Paris 1950.
- Die Pflicht, glücklich zu sein („Propos sur le bonheur“, 1925). Suhrkamp, Frankfurt/Main 2005, ISBN 978-3-518-06821-2.
- Sentiments, passions et signes. Neuaufl. Gallimard, Paris 1950.
- Le citoyen contre les pouvoirs. Slatkine, Genf 1979 (Nachdr. d. Ausg. Paris 1926).
- Von der Liebe, von der Arbeit, vom Spiel („Les idées et les âges“, 1927). Verlag Rauch, Düsseldorf 1962 (früherer Titel: Lebensalter und Anschauung).
- La visite au musicien. Gallimard, Paris 1961 (Nachdr. d. Ausg. Paris 1927).
- Entretiens au bord de la mer. Gallimard, Paris 1998, ISBN 2-07-040609-1 (Nachdr. d. Ausg. Paris 1931).
- Idées. Platon, Descartes, Hegel. Paris 1932.
- Über die Erziehung („Propos sur l'éducation“, 1932). Schöningh, Paderborn 1963.
- Wie die Menschen zu ihren Göttern kamen („Les Dieux“, 1933). Szczesny, München 1965.
- Stendhal. Rieder, Paris 1935 (Maîtres des littératures; 20).
- Souvenirs de guerre. Hartmann, Paris 1937.
- Entretiens chez le sculpteur. Gallimard, Paris 1969 (Nachdr. d. Ausg. Paris 1937).
- Les Saisons de l'esprit. Gallimard, Paris 1981 (Nachdr. d. Ausg. Paris 1937).
- Gedanken über die Religion („Propos sur la religion“, 1938). Schulte-Bulmke, Frankfurt/M. 1948.
- Eléments de philosophie (Collection Idées; 13). Gallimard, Paris 1977 (Nachdr. d. Ausg. Paris 1940).
- Vigiles de l'esprit. Gallimard, Paris 1962 (Nachdr. d. Ausg. Paris 1942).
- Préliminaires à la mythologie. Hartmann, Paris 1951 (Nachdr. d. Ausg. Paris 1943).
- Spielregeln der Kunst („Préliminaires à l'ésthetique“). Fischer-Taschenbuchverlag, Frankfurt/M. 1985, ISBN 3-596-27345-5.

Einige Propos-Ausgaben
- Propos sur l'esthétique. PUF, Paris 1959 (Nachdr. d. Ausg. Paris 1923).
- Propos sur les pouvoirs. Eléments d'une doctrine radicale. Gallimard, Paris 1985, ISBN 2-07-032278-5 (Nachdr. d. Ausg. Paris 1925).
- Propos de littérature. Hartmann, Paris 1934.
- Propos de politique. Rieder, Paris 1934.
- Propos d'économique. Gallimard, Paris 1956 (Nachdr. d. Ausg. Paris 1935).
- Vorschläge und Meinungen zum Leben („Le cent-un de propos“). Verlag der weißen Bücher, Leipzig 1914.
- Das Glück ist hochherzig („60 propos“). Suhrkamp, Frankfurt/M. 1987, ISBN 3-518-01949-X.
- 81 Kapitel über den menschlichen Geist und die Leidenschaften („Quatre-vingt-un Chapîtres sur l'esprit et les passions“, 1917). Junius, Hamburg 1991, ISBN 3-88506-420-0 (Sammlung Junius; 20).
- Die Kunst, sich und andere zu erkennen („55 propos et un essai“). Neuaufl. Suhrkamp, Frankfurt/M. 2002, ISBN 3-518-22067-5.
- Im Haus der Menschen. Betrachtungen. Neuaufl. Insel-Verlag, Frankfurt/M. 2002, ISBN 3-458-33622-2.
- Sich beobachten heißt sich verändern. Betrachtungen. Insel-Verlag, Frankfurt/M. 1994, ISBN 3-458-33259-6.

Werkausgabe
- Œuvres (Bibliothèque de la Pléiade; 116, 129, 142). Gallimard, Paris 1960/62 (3 Bde.).